# Constantin Esarcu
Constantin Esarcu, né le 5 novembre 1836 à Bucarest et mort le 8 juin 1898, est un naturaliste, médecin, professeur, homme politique, ministre et diplomate roumain.

## Biographie
Constantin Esarcu fit ses études universitaires à l'université de Bucarest et à Paris à la Sorbonne. En 1864, il obtint son doctorat en médecine. 
Constantin Esarcu fut nommé ministre des Affaires étrangères du royaume de Roumanie du 21 février 1891 jusqu'au 26 mars 1891 par le souverain Carol Ier de Roumanie. Il a aussi été nommé ambassadeur de la Roumanie en poste en France.
En 1865, trois personnalités scientifiques roumaines, Constantin Esarcu, Nicolae Crețulescu et Vasile Urechea Alexandrescu fondent la société philharmonique de l'Athénée roumain (Societatea Filarmonică Română) afin de construire à Bucarest un bâtiment consacré aux arts et à la culture. Une souscription nationale fut organisée afin de collecter l'argent nécessaire à cette réalisation. Cette souscription publique dura presque une trentaine d'années, avec le même slogan « Donnez une leu pour l'Athénée! » (« Dați un leu pentru Ateneu »).